# Роберт Глембоцький
Роберт Глембо́цький (1940 року в маєтку Трепалув на Вільнюсі, помер 21 лютого 2005 року в Гданську) — польський астрофізик, ректор Гданського університету, президент Польського астрономічного товариства (1989—1995), діяч «Солідарності», міністр національної освіти в уряді Яна Кшиштофа Белецького.

## Біографія
Народився 2 січня 1940 року в маєтку Трепалув біля Вільнюса. Після Другої світової війни його родину переселили. 1956 року закінчив Загальноосвітній ліцей імені Януша Корчака у Вєцборку. 1961 року отримав диплом з астрономії в Університеті Миколая Коперника в Торуні. Там само 1966 року він захистив дисертацію доктора філософії.

### Наукова діяльність
Після закінчення навчання працював у відділі астрофізики Польської академії наук, а від 1970 року — в Гданському університеті. У 1972 році зробив габілітацію. У 1979 році здобув вчене звання професора. Обійняв посаду доцента, а в 1989 році — професора. У 1972—1978 роках він був заступником декана факультету математики, фізики та хімії Гданського університету. У 1981 році обраний ректором цього університету, але у квітні 1982 року звільнений як активіст профспілки «Солідарність».
У 1982—1985 роках був заступником голови Головної ради науки і вищої освіти. Після 1991 року він був членом сенату Гданського університету.
Він був фахівцем з астрофізики та астрономії, автором понад 50 наукових публікацій. Зокрема, разом із колегами він видав розлогий каталог швидкості обертання зір. Його магістерська робота стосувалася ефекту бленкетінгу в спектрах зір. Дисертація доктора філософії була присвячена вивченню безперервного спектру зір спектральних класів А-М, а габілітаційна робота — процесам мікротурбулентності в атмосферах зір різних областей діаграми Герцшпрунга-Рассела.
У 1973—1979 та 1983—1989 роках він був віцепрезидентом, потім до 1995 року президентом Польського астрономічного товариства. Двічі був заступником голови астрономічного комітету Польської академії наук (1984—1989, 1993—1997). У 1993—1999 роках він був директором Інституту теоретичної фізики та астрофізики Гданського університету. Очолював Раду Фонда польської астрономії імені Миколая Коперника. Він отримав три нагороди від Міністерства національної освіти Польщі, а також премію імені Влодзімежа Зонна.

### Політична діяльність
12 січня 1991 року він був призначений міністром національної освіти в уряді Яна Кшиштофа Белецького і обіймав цю посаду до 23 грудня того ж року. З травня по грудень 1991 року він також був заступником голови Комітету наукових досліджень.
На парламентських виборах 1991 року він невдало балотувався до Сенату від Ліберально-демократичного конгресу.
Після посади міністра він залишався активним у політичному житті як голова Національної аудиторської комісії Союзу Свободи в 1994—1996 роках. З 1998 по 2002 рік від імені Варшавського університету він був членом сейму Поморського воєводства, де був головою Комітету з питань науки, освіти, культури та спорту. У 2002 році невдало балотувався на переобрання за списком коаліції «Громадянська платформа — Право і справедливість» (як кандидат від «Громадянської платформи»).

### Особисте життя

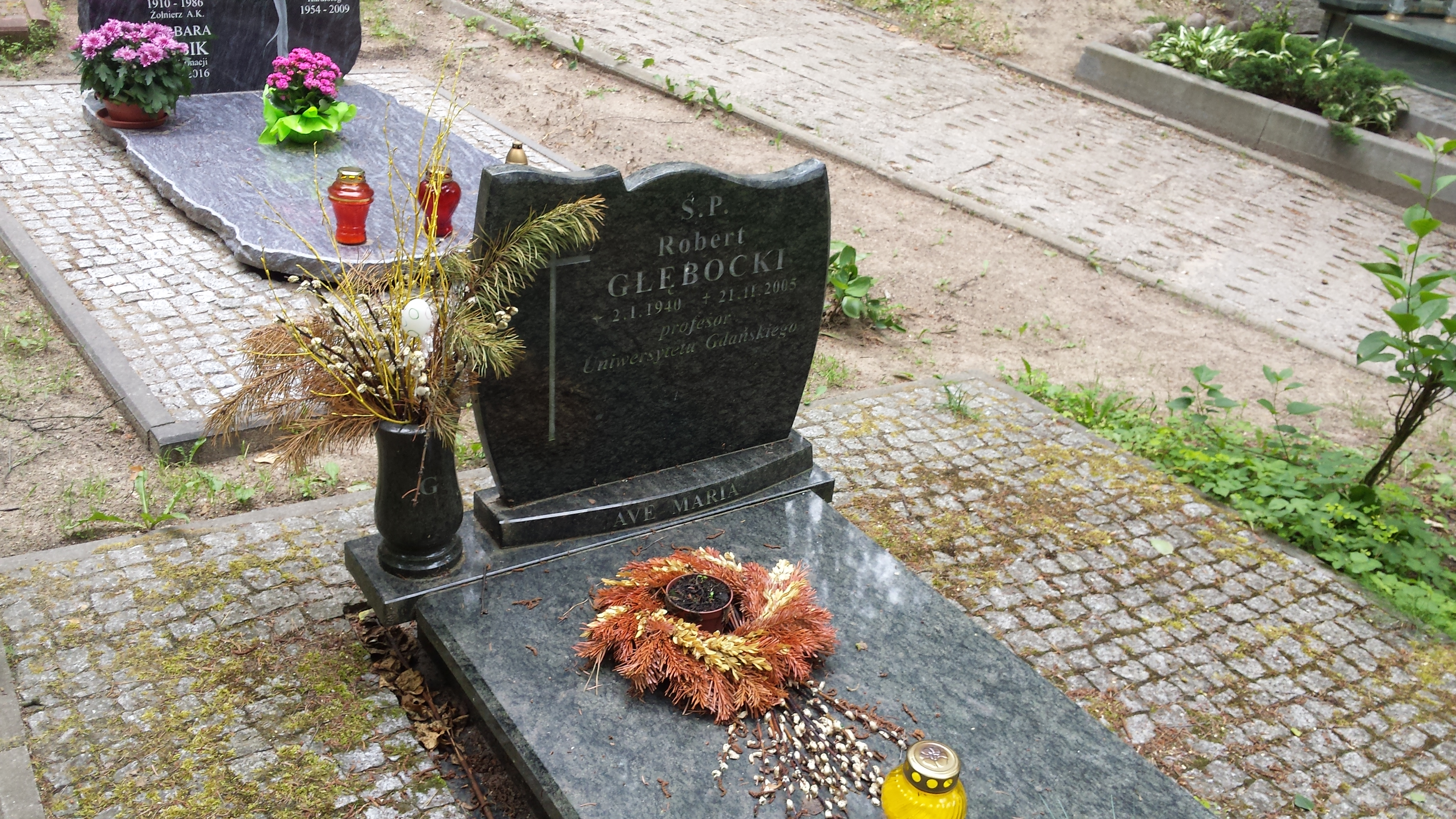
Могила Роберта Глембоцького на цвинтарі Сребжиско в Гданську

Був одружений з Анною Зелінською-Глембоцькою, членом сейму та економістом.
Помер 21 лютого 2005 року в Гданську. Похований на цвинтарі Сребжисько в Гданську.